# Janice Beach
Janice Beach, coniugata Hardwick (Altus, 14 settembre 1952 – 23 settembre 2017), è stata una cestista e allenatrice di pallacanestro statunitense.

## Carriera
Durante la carriera universitaria al Wayland Baptist College vinse due campionati AAU e due titoli NWIT e venne nominata per tre volte All-American.
Con gli Stati Uniti ha vinto la medaglia d'argento ai Giochi panamericani di Cali 1971 e alle Universidi di Mosca 1973.
Dopo il ritiro ha allenato per 43 anni in varie scuole, incluso il Western Oklahoma State College.
Nel 2003 è stata introdotta nella Wayland Baptist University's Athletic Hall of Honor.